# Académie interrégionale de gestion personnelle (Ukraine)
L'Académie interrégionale de gestion personnelle (ukrainien : Міжрегіональна Академія управління персоналом (МАУП) ; translittération : Mizhrehional'na Akademiya Upravlinnya Personalom; acronyme: MAUP) est une institution ukrainienne privée fondée en 1989. Le MAUP possède un établissement préparatoire, un collège, un lycée, des instituts et une université. Plus de 57 000 étudiants suivent des cours dans ses différents établissements répartis dans tout le pays. Depuis 1991, le MAUP publie le magazine Personnel et le journal Personnel Plus.
En 2008, le département d'État américain publie son "Contemporary Global Anti-Semitism: A Report Provided to the United States Congress" (L'antisémitisme mondial contemporain: un rapport fourni au Congrès américain), qui désigne le MAUP en mentionnant que cette organisation basée en Ukraine est « une des institutions antisémites les plus acharnées en Europe de l'Est ».

## Caractéristiques et affiliations
Le MAUP est l'institution d'enseignement supérieur non-étatique la plus importante en Ukraine. Elle est reconnue par le Ministère de l'Éducation ukrainien et possède une licence pour enseigner dans dix spécialités de haut niveau et pour décerner des diplômes de standard européen reconnus par l'État.
Le MAUP a publié plus de 300 manuels éducatifs et 200 livres sur une variété de programmes éducationnels. Le magazine Personnel est immatriculé auprès du Présidium du Comité d'accréditation d'État en tant que complément pédagogique sur l'économie, le droit, la psychologie, la pédagogie, la philosophie, le social et les sciences politiques. Les éditions du MAUP sont recommandées par le ministère de l'éducation ukrainien. Le MAUP est un membre affilié de International Personnel Academy et de European University Continuing Education Network (EUCEN).
Le MAUP est inscrit dans la liste internationale des établissements d'éducation supérieure publiée par l'Association internationale des universités sous l'égide de l'UNESCO.

## Controverses
Au cours des dernières années, le MAUP se trouve mêlé à une controverse en raison d'un antisémitisme flagrant dans ses publications et conférences. Le MAUP maintient que son discours ne doit être considéré que comme antisioniste, mais l'Anti-Defamation League (ADL) relèvent de nombreux traits traditionnels de propagande antisémite qui n'ont aucun rapport avec l'antisionisme, tels qu'un antisémitisme religieux ou le fait de blâmer les Juifs pour la Révolution russe ou pour l'Holodomor de 1932-1933.
Lors de l'audience du 6 octobre 2004 sur le Annual Report on International Religious Freedom 2004 and Designations of Countries of Particular Concern (Rapport annuel sur la liberté religieuse à travers le monde et désignation des pays posant un problème particulier) devant le Comité des Affaires étrangères du Congrès américain, le MAUP est cité comme « le problème le plus inquiétant » en Ukraine, et il est indiqué qu'il reçoit « des fonds significatif d'Arabes et de Musulmans ».

### Allégations d'antisémitisme
Le journal hebdomadaire du MAUP Personnel Plus, daté du 14-19 avril 2005, publie une lettre ouverte au président Viktor Iouchtchenko, à Volodymyr Lytvyn, président du Rada suprême d'Ukraine et à Malyarenko, juge en chef à la cour suprême d'Ukraine, demandant une enquête parlementaire sur « les activités criminelles de la communauté juive en Ukraine ». Le journal indique que la lettre a été signée par plus de cent responsables scientifiques, civils et politiques.
Le 3 juin, le MAUP organise une conférence d'une journée intitulée : « Le sionisme, la plus importante menace pour la civilisation moderne », à laquelle participe l'ancien responsable du Ku Klux Klan et ancien représentant de l'État de Louisiane, David Duke. Le journal Kyiv Post nommera ce rassemblement « une orgie dégoutante de racisme et de haine ».
En août 2005, le MAUP décerne à Duke le titre de Kandidat Nauk en histoire.
Lorsque le président iranien Mahmoud Ahmadinejad menaça de « rayer Israël de la carte », provoquant une condamnation internationale, le MAUP émet le 4 novembre 2005 « une protestation massive contre la campagne à grande échelle organisée par les sionistes contre la République islamique d'Iran et son président Mahmoud Ahmadinejad quand il cita les mots du chef spirituel iranien l'Ayatollah Khomeini concernant la mort future d'Israël et des États-Unis… »
Dans sa déclaration du 22 novembre 2005, Georgy Shchokin, président du MAUP, et aussi dirigeant de l'International Personnel Academy (IPA) et du Parti conservateur ukrainien, amalgama l'antisémitisme chrétien traditionnel avec le nouvel antisémitisme et omit de mentionner que la résolution 3379 de l'Assemblée générale des Nations unies de 1975 assimilant le sionisme à du racisme, avait été révoquée en 1991 par la résolution 46/86 de l'Assemblée générale des Nations unies.
« Nous devons nous souvenir que le Dieu Vivant Jésus-Christ a dit aux Juifs, il y a deux mille ans : "Votre père est un démon!... Le sionisme en 1975 a été reconnu par l'Assemblée générale des Nations Unies comme une forme de racisme et une discrimination raciale, qui selon l'opinion de la majorité des Européens modernes, est la menace la plus importante pour la civilisation moderne. Israël est un état créé artificiellement (de type totalitaire classique)…Sa fin est connue et seulement la véritable volonté de Dieu nous sauvera tous. Nous ne sommes pas effrayés, car Dieu est toujours avec ses enfants !  »
Le 1er décembre 2005, le MAUP tient une conférence sur La révolution judéo-bolchévique de 1917 – La source de la terreur rouge et de la grande famine en Ukraine.
Dans Personnel Plus de mars 2006, un article ressuscite les fausses accusations de meurtre rituel concernant l'affaire Beilis en 1911, en dénaturant le verdict rendu. À l'époque, le jury innocente Beilis en s'appuyant sur les arguments de la défense qui avait démoli le concept de meurtre rituel attribué aux Juifs. Dans son article, Yaroslav Oros prétend à tort que le jury a bien jugé Beilis innocent, mais a reconnu le crime comme un meurtre rituel par une ou des personnes inconnues,,.
Une semaine auparavant, les dirigeants du MAUP avaient visité la tombe d'Andrei Yuschinsky, le jeune garçon chrétien dont le meurtre fut initialement attribué à Beilis,.
Lors d'une conférence à l'académie MAUP à Kiev, les dirigeants du MAUP ont accusé « les soldats des Rothschild de génocide du peuple ukrainien ».
Le 15 août 2006, un article du site internet du MAUP dénonce le B'nai B'rith comme la Gestapo juive.

### Réactions
Le 21 novembre 2005, le Centre Simon-Wiesenthal (CSW) appelle les autorités ukrainiennes à dénoncer publiquement et à révoquer l'accréditation d'une des universités privées ukrainienne les plus importantes. Le doyen adjoint du CSW, le rabbin Abraham Cooper accuse qu' « en soutenant la menace d'Ahmadinejad contre Israël, l'offensive contre les Juifs du MAUP culmine maintenant en une approbation de génocide. Bien que de telles déclarations puissent être de la liberté d’expression en Ukraine, il est grand temps que les dirigeants de l'Ukraine exercent leurs droits et obligations pour dénoncer de telles déclarations, et censurer ceux qui utilisent le couvert académique pour cibler une minorité et pour approuver un assassinat de masse potentiel ».
Le 5 décembre, Ihor Gawdiak, le président du Conseil de coordination américain ukrainien, publie une déclaration « pour transmettre notre profond saisissement et désolation concernant l'horrible déclaration faite le 4 novembre par les dirigeants de l'Académie interrégionale de gestion personnelle (MAUP) supportant les dires du président iranien, qu'Israël doit être rayé de la carte ».
Le même jour, le bureau du président ukrainien, Viktor Iouchtchenko, publie un communiqué indiquant : 
« Le chef de l'État est inquiet que l'antisémitisme se répande à travers l'Ukraine. Il condamne l'Académie interrégionale de gestion personnelle (MAUP) en tant qu'institution qui publie systématiquement des articles antisémites dans sa revue Personnel. Iouchtchenko dit qu'il a demandé au conseil de surveillance du journal de protester contre cette politique inhumaine. Il a appelé les professeurs du MAUP à respecter les citoyens de toutes nationalités et confessions et d'arrêter de susciter une haine nationale. »
.
Iouchtchenko siégeait autrefois au conseil d'administration du MAUP, et le ministre des affaires étrangères d'Ukraine, Borys Tarassiouk, était directeur honoraire d'une des subdivisions du MAUP jusqu'à 2005. Iouchtchenko a démissionné du MAUP il y a plusieurs années, à la suite des critiques d'organisations juives.
Le 6 décembre, l'Anti-Defamation League (ADL) pousse la Chambre des représentants à différer l'homologation des diplômes ukrainiens selon l'avenant Jackson–Vanik. Le directeur national de l'ADL, Abraham Foxman, écrit: « Nous espérons plus des états démocratiques, que des états totalitaires. Cette année nous avons vu une forte augmentation des actes de violence et de vandalisme contre les Juifs à travers l'Ukraine. Il y a eu des tentatives pour interdire tout [ce qui est juif], des organisations juives jusqu'aux textes sacrés juifs. L'université MAUP… encourage activement un antisémitisme de la pire espèce ».
Le 7 décembre, la Fondation États-Unis – Ukraine condamne : « … les déclarations du 4 novembre 2005 par l'Académie interrégionale de gestion personnelle (MAUP) comme haineuses et virulentes, n'ayant pas sa place dans un discours public en Ukraine, ni nulle part ailleurs. Les déclarations antisémites du MAUP, supportant le récent appel du président iranien à rayer Israël de la carte, est un affront à la décence, qui a provoqué la condamnation internationale sans équivoque qu'elles méritaient,».
Parlant à la télévision nationale le 23 janvier 2006, le ministre des affaires étrangères d'Ukraine, Borys Tarasyuk, a « fortement condamné les actions antisémites du MAUP » et confirmé « qu'ayant épuisé tous les efforts pour convaincre les responsables du MAUP d'arrêter leurs actions illégales et injustifiées », il avait coupé tout contact avec l'université il y a un an.
Dans son communiqué de presse, le Ministère de l'éducation et des sciences d'Ukraine accuse le MAUP d'enfreindre la loi ukrainienne, notant « des manquements persistants avec les exigences des règles d'agrément des universités, des manquements à se plier aux décisions légalement obligatoire de la Commission d'État d'accréditation » et dénonce « une négligence générale du respect de la loi et un désir de poursuivre des activités incompatibles avec le statut d'Institut d'éducation supérieure en Ukraine ».
Cette prise de position est saluée par la Fondation États-Unis – Ukraine, par la National Coalition Supporting Eurasian Jewry  (Conférence nationale d'aide au judaïsme eurasien), par l'Anti-Defamation League et par d'autres associations de droits de l'homme.
Le responsable du Vaad (conseil des rabbins) en Ukraine, Joseph Zissels, considère le MAUP comme « le centre le plus influent de l'antisémitisme dans le pays ».
Une autre remontrance vient de la Haute Cour d'Ukraine qui statua contre le MAUP quand celui-ci attaqua en justice la Confédération juive d'Ukraine pour avoir publié des articles « sur les activités du MAUP dirigées contre la communauté juive et le sionisme ».
Le 13 mars 2008, Eduard Dolinsky, directeur exécutif du Comité juif ukrainien, ouvre le Forum européen sur l'antisémitisme à Berlin en affirmant: 
« De nombreux politiciens et hommes d'état ukrainiens ont ouvertement promis de mettre une fin à l'activité honteuse de l'Académie interrégionale de gestion personnelle (MAUP); cependant, comme ils le disent, les choses en sont encore là où elles ont débuté.

Seulement sous la pression de la communauté juive et avec grandes difficultés, le kiosque du MAUP a été retiré avec succès de Babi Yar. Il est difficile d'imaginer, mais c'est un fait, que de la littérature de style nazi était cyniquement vendue à l'endroit où 100 000 Juifs de Kiev sont morts. »
Conscient du tort fait à leur pays, les autorités ukrainiennes décident enfin à agir. Le 2 décembre 2011, Mark B. Levin transmet un rapport écrit à la U.S. Commission on Security and Cooperation in Europe:
« Un pas positif dans la lutte contre l'antisémitisme en Ukraine a été la marginalisation de l'Académie interrégionale de gestion personnelle, plus connue sous l'acronyme ukrainien de MAUP. C'est la plus grande université publique en Ukraine avec plus de 50 000 étudiants et de nombreux campus. Jusqu'à récemment, elle était aussi un des principaux pourvoyeurs de matériel antisémite et xénophobe en Ukraine, publiant un grand nombre de publications antisémites virulentes, et invitant le suprémaciste blanc et ancien responsable du KKK, David Duke, à professer à l'université.
Dans les années 2006-2007, le gouvernement ukrainien commença à prendre des actions concertées contre le MAUP, en partie en raison de l'inquiétude croissante de la communauté internationale, y compris le NCSJ. Je suis heureux d'annoncer que l'influence du MAUP ainsi que la propagande antisémite semblent avoir été stoppées ces dernières années, une nette victoire pour le gouvernement ukrainien et pour les organisations internationales des droits de l'homme. »

## Ancien élève
- Volodymyr Hroïsman, maire de  Vinnytsia, premier ministre d'Ukraine[réf. nécessaire]